# Antoni Naumczyk

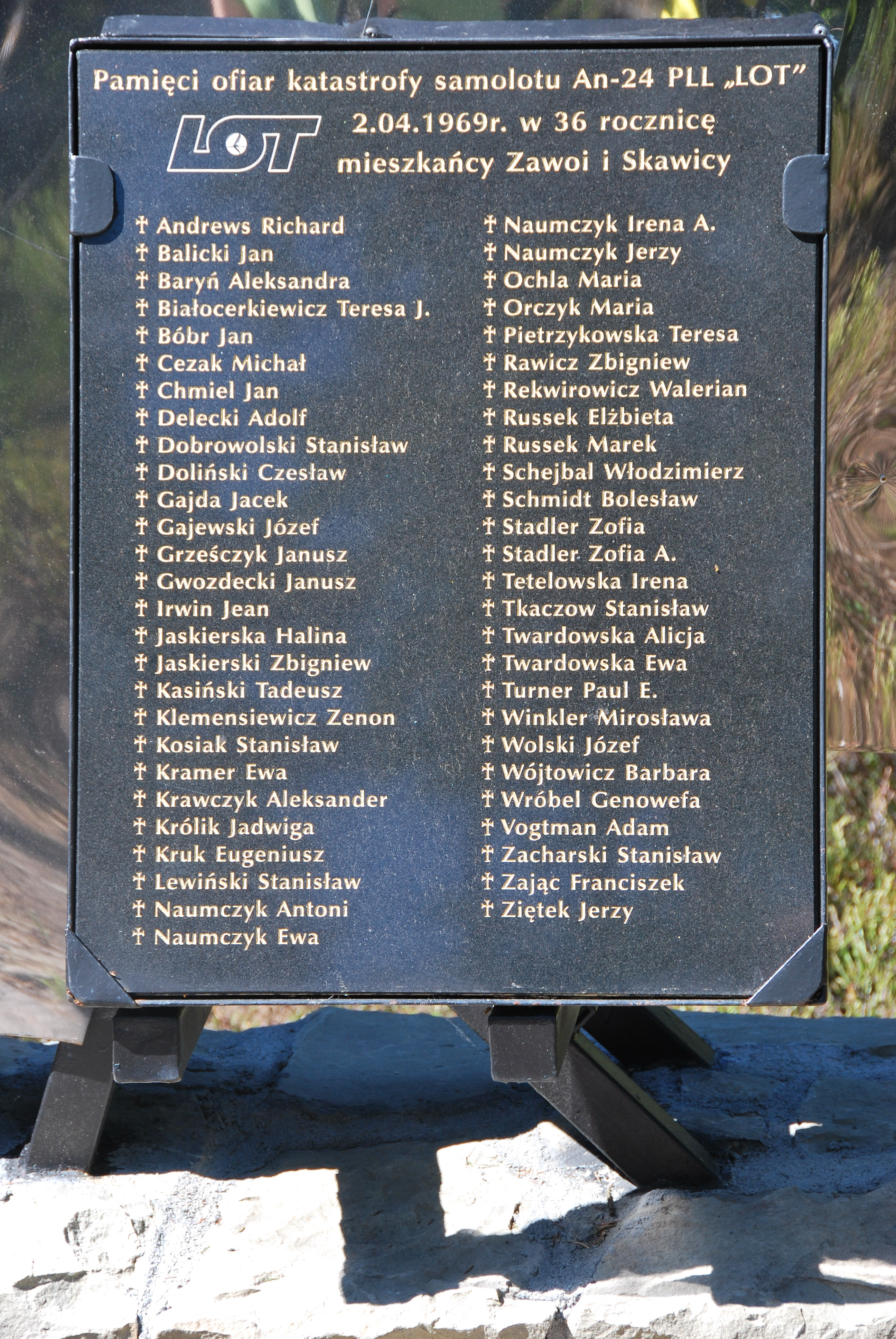
Tablica pamięci ofiar katastrofy lotniczej na szczycie Policy

Antoni Naumczyk (ur. 1925 w Nashua, zm. 2 kwietnia 1969 w Zawoi) – polski duchowny starokatolicki, infułat i wikariusz generalny Kościoła Polskokatolickiego w PRL, doktor teologii, wykładowca Chrześcijańskiej Akademii Teologicznej w Warszawie

## Życiorys
Urodził się w Stanach Zjednoczonych Ameryki. W 1929 roku, jako dziecko, wraz z rodzicami przyjechał do Polski i zamieszkał w Postawach. W 1945 roku zdał maturę w Wilnie i wstąpił do Zgromadzenia Księży Misjonarzy. W latach 1945–1950 studiował w Instytucie Teologicznym Księży Misjonarzy oraz na Wydziale Teologicznym Uniwersytetu Jagiellońskiego w Krakowie.
W latach 1950–1957 był księdzem rzymskokatolickim. Pracował w tym czasie jako wykładowca w Instytucie Teologicznym Księży Misjonarzy. W 1953 roku obronił doktorat z teologii na Uniwersytecie Jagiellońskim.
W 1957 roku został zmuszony do odejścia z zakonu lazarystów, a następnie duchowieństwa Kościoła rzymskokatolickiego. Powodem wykluczenia było ujawnienie jego intymnych kontaktów z kobietami, ale przede wszystkim udowodnienie mu kradzieży cennych dokumentów z biblioteki klasztoru Zgromadzenia Księży Misjonarzy na Stradomiu.
W 1958 roku dzięki pomocy Urzędu do Spraw Wyznań został ponownie duchownym.  Przyjęto go do Kościoła Polskokatolickiego w PRL. Ponadto został adiunktem w Chrześcijańskiej Akademii Teologicznej w Warszawie. Kontynuował tam karierę naukową jako teolog starokatolicki. W 1960 roku uzyskał stanowisko docenta. W 1966 roku został kierownikiem Katedry Teologii Praktycznej Sekcji Starokatolickiej Chrześcijańskiej Akademii Teologicznej w Warszawie.
W latach 1960–1965 piastował urząd administratora diecezji warszawskiej Kościoła Polskokatolickiego. W 1965 roku był jednym z inicjatorów usunięcia z funkcji zwierzchnika Kościoła Polskokatolickiego w PRL, Maksymiliana Rode. Typowany na jego następcę odmówił przyjęcia urzędu biskupa na rzecz Juliana Pękali i zadowolił się tytułami infułata oraz wikariusza generalnego Kościoła Polskokatolickiego. Od 1965 roku piastował funkcję sekretarza Rady i Prezydium Rady Kościoła Polskokatolickiego w PRL.
Uważany za szarą eminencję Kościoła Polskokatolickiego w latach 1965–1969. Zginął wraz z rodziną w katastrofie lotniczej samolotu Antonow An-24 na północnym stoku Policy.